# Unechter Bonito
Der Unechte Bonito (Auxis thazard, auch Fregattmakrele) ist eine in allen Weltmeeren lebende Art aus der Gattung Auxis in der Familie der Makrelen und Thunfische (Scombridae). 

## Merkmale
Die Fische haben die typische spindelförmige Gestalt aller Makrelenfische. Die erste Rückenflosse hat zehn bis zwölf Hartstrahlen, die zweite zehn bis 13 Weichstrahlen. Die Afterflosse hat keinen Hartstrahl und 10 bis 14 Weichstrahlen. Zwischen Rücken- und Afterflosse und der Schwanzflosse befinden sich die für Thunfischverwandte typischen kleinen Flösschen. Der Unechte Bonito wird maximal 65 Zentimeter lang. 
Seine Oberseite ist dunkelblau mit schmalen, unregelmäßigen, senkrechten Streifen oberhalb des Seitenlinienorgans. Die Unterseite ist hell.
Unechte Bonitos fressen kleinere Fische, Kalmare und planktonisch lebende Krebstiere.

## Fischerei
Das Fleisch ist dunkel und gilt als weniger wertvoll als das des Echten Bonitos. Unechte Bonitos sind aber wegen ihrer Häufigkeit ebenfalls von großer Bedeutung für die Fischerei. Das Fleisch wird frisch vermarktet, geräuchert, getrocknet oder in Dosen konserviert.